# Soleilhas
Soleilhas est une commune française, membre du parc naturel régional du Verdon, située dans le département des Alpes-de-Haute-Provence en région Provence-Alpes-Côte d'Azur.
Ses habitants sont appelés les Soleilhanais.

## Géographie

### Localisation

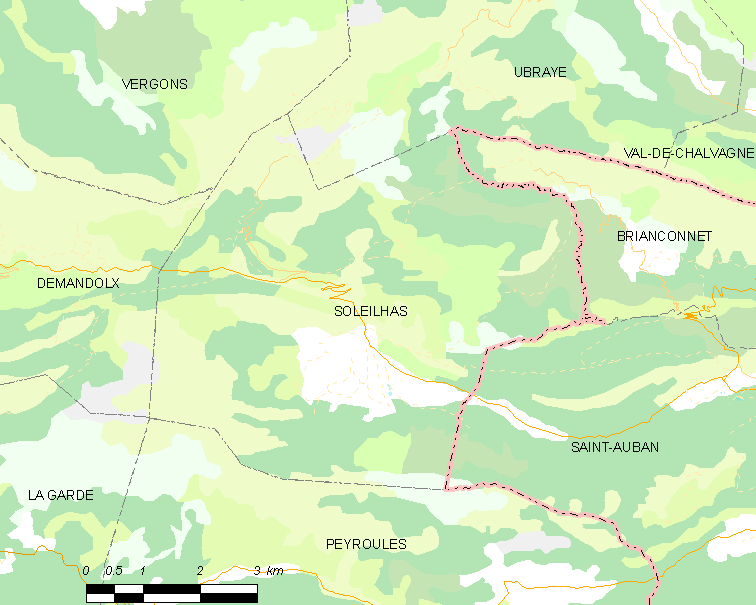
Soleilhas et les communes voisines (Cliquez sur la carte pour accéder à une grande carte avec la légende).

Le village est situé à 1 122 m d’altitude, dans la vallée de l’Estéron. L'altitude de la commune varie de 850 à 1 894 mètres.

### Géologie et relief
L’ancien fief de Verraillon occupe un massif autonome au nord-est de la commune, formé de deux crêtes encadrant le cours du Verraillon.
Vauplane est une vallée suspendue ; une carrière de pierre se trouvait à proximité, à Saint-Barnabé.

### Voies de communications et transports

#### Voies routières
La commune est traversée par la D 102.

#### Transports en commun
- Transport en Provence-Alpes-Côte d'Azur

### Hydrographie et les eaux souterraines
Cours d'eau sur la commune ou à son aval :
- rivière l'Esteron. L’Estéron prend sa source dans la commune de Soleilhas[7] à 1600 m d'altitude, sur la Montagne du Teillon ;
- ravins de Saint-Barnabé, de Farney, du Riou, de Combe Fère, de Verraillon, de la Font du Tuve. Le torrent de Verraillon passe par deux cluses successives ; son cours y est aménagé par des petits barrages[3] ;
- ruisseau la Bernade ;
- torrent de la Sagne. Le torrent de Saint-Barnabé traverse la vallée de Vauplane[4].

### Environnement
La commune compte 1 480 ha de bois et forêts, soit 63 % de sa superficie.

### Risques majeurs
La commune de Soleilhas est exposée à quatre risques naturels :
- avalanche (mais seulement selon la base Prim du ministère, le dossier des risques majeurs de la préfecture ne le prenant pas en compte) ;
- feu de forêt ;
- inondation (là aussi, seulement selon la base Prim du ministère) ;
- mouvement de terrain : quelques versants de la commune sont concernés par un aléa moyen à fort[9].

La commune de Soleilhas n’est exposée à aucun des risques d’origine technologique recensés par la préfecture. Aucun plan de prévention des risques naturels prévisibles (PPR) de la commune n’a été approuvé pour la commune et le Dicrim n’existe pas non plus.
Aucun arrêté de catastrophe naturelle n’a été pris concernant la commune et un seul tremblement de terre a été assez fortement ressenti dans la commune pour que sa mémoire soit conservé. Il s’agit du tremblement de terre de Chasteuil, le 30 novembre 1951, qui atteignit une intensité macro-sismique ressentie de V sur l’échelle MSK (dormeurs réveillés, chutes d’objets),.

### Sismicité
Aucune des 200 communes du département n'est en zone de risque sismique nul. Le canton de Castellane auquel appartient Soleilhas est en zone 1b (sismicité faible) selon la classification déterministe de 1991, basée sur les séismes historiques, et en zone 4 (risque moyen) selon la classification probabiliste EC8 de 2011.

### Climat
Pour des articles plus généraux, voir Climat de Provence-Alpes-Côte d'Azur et Climat des Alpes-de-Haute-Provence.
En 2010, le climat de la commune est de type climat méditerranéen altéré, selon une étude du Centre national de la recherche scientifique s'appuyant sur une série de données couvrant la période 1971-2000. En 2020, Météo-France publie une typologie des climats de la France métropolitaine dans laquelle la commune est dans une zone de transition entre le climat de montagne et le climat méditerranéen et est dans une zone de transition entre les régions climatiques « Var, Alpes-Maritimes » et « Alpes du sud ».
Pour la période 1971-2000, la température annuelle moyenne est de 9,7 °C, avec une amplitude thermique annuelle de 16,9 °C. Le cumul annuel moyen de précipitations est de 1 046 mm, avec 6,8 jours de précipitations en janvier et 5,2 jours en juillet. Pour la période 1991-2020, la température moyenne annuelle observée sur la station météorologique de Météo-France la plus proche, « Castellane », sur la commune de Castellane à 11 km à vol d'oiseau, est de 10,5 °C et le cumul annuel moyen de précipitations est de 999,7 mm. 
La température maximale relevée sur cette station est de 40,8 °C, atteinte le 28 juin 2019 ; la température minimale est de −20,5 °C, atteinte le 10 janvier 1985,,.
Les paramètres climatiques de la commune ont été estimés pour le milieu du siècle (2041-2070) selon différents scénarios d'émission de gaz à effet de serre à partir des nouvelles projections climatiques de référence DRIAS-2020. Ils sont consultables sur un site dédié publié par Météo-France en novembre 2022.

## Urbanisme

### Typologie
Au 1er janvier 2024, Soleilhas est catégorisée commune rurale à habitat dispersé, selon la nouvelle grille communale de densité à 7 niveaux définie par l'Insee en 2022.
Elle est située hors unité urbaine et hors attraction des villes,.

### Occupation des sols
L'occupation des sols de la commune, telle qu'elle ressort de la base de données européenne d’occupation biophysique des sols Corine Land Cover (CLC), est marquée par l'importance des forêts et milieux semi-naturels (92,6 % en 2018), une proportion sensiblement équivalente à celle de 1990 (91,9 %). La répartition détaillée en 2018 est la suivante : 
forêts (54,8 %), milieux à végétation arbustive et/ou herbacée (33,7 %), prairies (6 %), espaces ouverts, sans ou avec peu de végétation (4 %), zones agricoles hétérogènes (1,4 %).
L'évolution de l’occupation des sols de la commune et de ses infrastructures peut être observée sur les différentes représentations cartographiques du territoire : la carte de Cassini (XVIIIe siècle), la carte d'état-major (1820-1866) et les cartes ou photos aériennes de l'IGN pour la période actuelle (1950 à aujourd'hui).

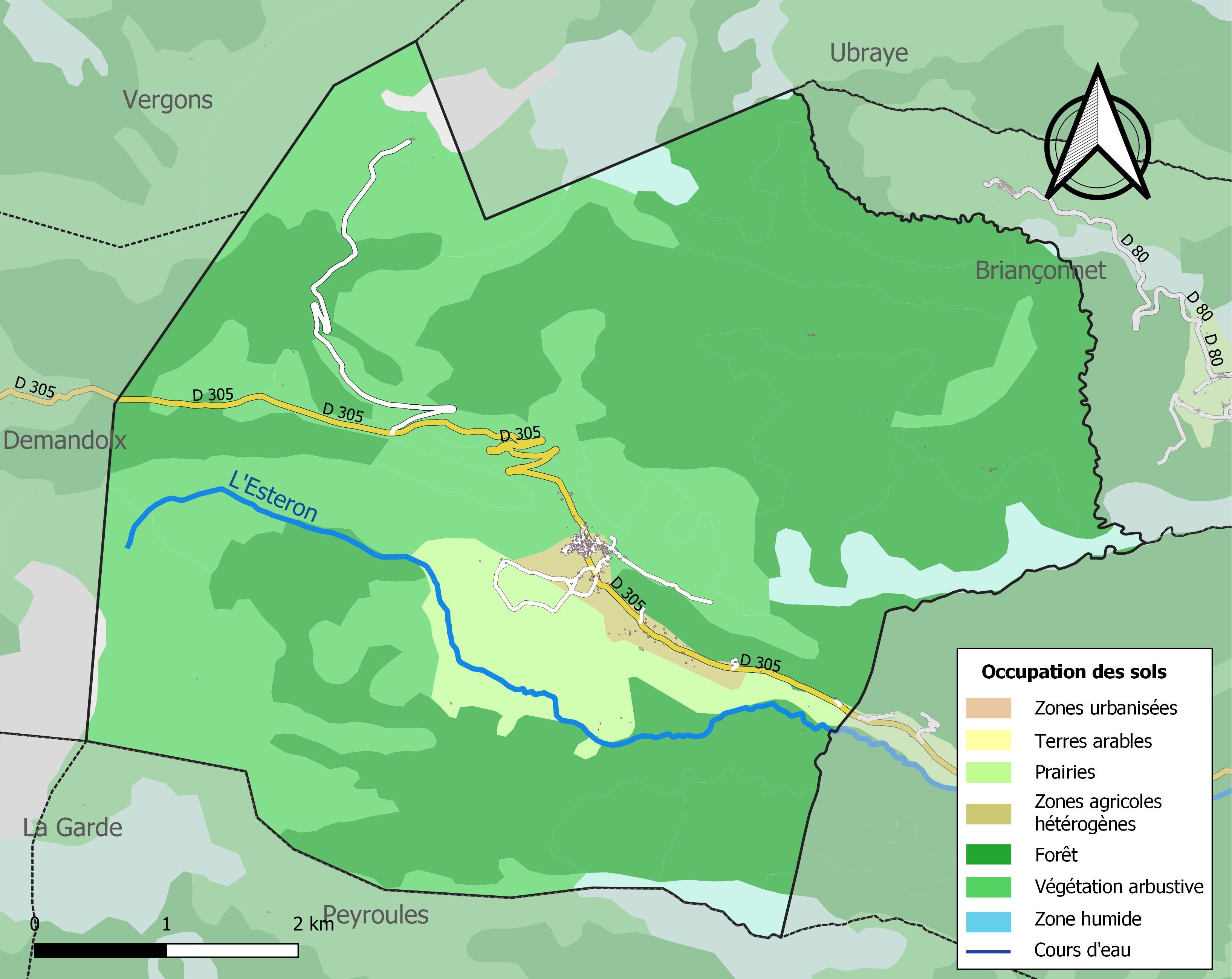
Carte de l'occupation des sols de la commune en 2018 (CLC).

### Planification de l'aménagement
La communauté de communes Alpes Provence Verdon - Sources de Lumière, créée le 24 novembre 2016 avec effet le 1er janvier 2017, regroupe désormais 41 communes. Cet établissement public de coopération intercommunale (EPCI) s'est engagé dans une démarche d’élaboration d’un plan local d'urbanisme intercommunal (PLUi).

## Toponymie
Selon le couple Fénié, le nom du village vient du latin Soliculum (cité vers 1200), indiquant un site bien exposé au soleil.
Soleilhas se dit Solelhaç en occitan provençal selon la norme classique et Soulèias selon la norme mistralienne.

## Histoire
Une voie romaine reliant Castellane à Entrevaux par Briançonnet, attestée par un milliaire, passait sur le territoire de la commune.

### Moyen Âge
La localité de Soleilhas apparaît pour la première fois dans les chartes au XIIIe siècle ; le village était alors établi au lieu-dit Saint-Jean, site perché à 1 354 m d’altitude, fortifié et doté d’un château-fort. Le site dominait le col Saint-Barnabé, où passent les routes de Castellane à Ubraye et de Demandolx à Saint-Auban. Le déperchement du village est complet en 1640. Les deux communautés de Soleilhas et Verraillon relevaient de la viguerie de Castellane, alors que les églises et les ressources qui y étaient attachées revenaient aux évêques de Senez.
Soleilhas absorbe progressivement les fiefs voisins.
Le premier est celui de La Moutte (ou la Motte) au XIIIe siècle, à 1 163 m d’altitude, dont il ne reste aucun vestige.
Le village fortifié de Verraillon (actuel lieu-dit des Coulettes) existait au moins dès le XIe siècle (in Verraione). Établi au-dessus d’une des cluses du torrent de Verraillon, le site du village est bordé de deux abrupts verticaux. Il est déclaré abandonné en 1471, il est rattaché à Soleilhas au XVe siècle.
Le fief d’altitude, simple alpage qui n’a jamais été habité, de Vauplane, est lui aussi rattaché à Soleilhas alors qu’il dépendait auparavant de Demandolx.
Une des églises de Soleilhas constituait la prébende d’un chanoine du chapitre de Senez.
La mort de la reine Jeanne Ire ouvre une crise de succession à la tête du comté de Provence, les villes de l’Union d'Aix (1382-1387) soutenant Charles de Duras contre Louis Ier d'Anjou. Le seigneur de Soleilhas, Rostaing, se rallie aux Angevins en 1385, après la mort de Louis Ier.

### Temps modernes
Après la grande crise des XIVe et XVe siècles, la population de Soleilhas se remet à croître grâce à l’élevage du mouton. Le troupeau dépasse fréquemment les 6 000 têtes au XVIIe siècle. La croissance démographique impose ensuite de réduire la taille du troupeau afin de libérer des terres cultivables, et à la veille de la Révolution, le troupeau du village ne représente plus qu’un quart de celui des années 1630 (avec environ 1 600 têtes pour la communauté).
Au XVIe siècle, la communauté se repeuple, mais l’habitat se disperse : si une partie des habitants restent au village de Soleilhas, des hameaux se créent. Certains s’implantent à l’emplacement ou à proximité des villages abandonnés à la fin du Moyen Âge, à Verraillon et aux Coulettes, d’autres sont des créations : les Bayles, les Berliés, les Teillettes. Vauplane, fief et alpage qui dépendait de Demandolx, est acheté par le seigneur de Soleilhas, les deux fiefs fusionnant. La vallée humide de l’Estéron était cultivée pour le fourrage. Les versants, aménagés en terrasses, étaient complantés de céréales, vigne et arbres fruitiers.
Le fief de Soleilhas est acheté par Philippe Moricaud à Alphonse d’Oraison en 1656.

### Révolution française
Peu avant la Révolution française, l’agitation monte. Outre les problèmes fiscaux présents depuis plusieurs années, la récolte de 1788 avait été mauvaise et l’hiver 1788-89 très froid. L’élection des États généraux de 1789 avait été préparée par celles des États de Provence de 1788 et de janvier 1789, ce qui avait contribué à faire ressortir les oppositions politiques de classe et à provoquer une certaine agitation. C’est au moment de la rédaction des cahiers de doléances, fin mars, qu’une vague insurrectionnelle secoue la Provence. Deux émeutes anti-seigneuriales se produisent à Soleilhas. La première a lieu le 1er avril, le jour même des élections aux États généraux. Des paysans de toutes conditions (paysans pauvres, sans ou presque sans terre, mais aussi les ménagers, les paysans aisés) et des artisans se rassemblent. Un ménager, Pierre Chabaud, prend l’initiative de la contestation : comme dans la plupart des émeutes du début de 1789, des menaces de mort fusent, notamment contre le lieutenant du juge seigneurial. Dans un premier temps, la réaction consiste dans le rassemblement d’effectifs de la maréchaussée sur place.
Une nouvelle émeute a lieu le 5 avril : les menaces de mort sont répétées et mises en musique, avec roulement funèbre de tambour. Mais, comme le note l’historienne Monique Cubells, on en reste à des menaces, sans passage à l’acte ; par contre, Pierre Chabaud est réellement tué, lors de cette deuxième manifestation. Des poursuites judiciaires sont diligentées contre les participants survivants par le Parlement de Provence, mais les condamnations ne sont pas exécutées, la prise de la Bastille comme les troubles de la Grande peur provoquant, par mesure d’apaisement, une amnistie au début d'août.
Durant la Révolution, la commune compte une société patriotique, créée après la fin de 1792. Le seigneur, François-Boniface Fortis, n’émigre pas. Le directoire du département ordonne d’abattre les échauguettes du château. Enfin, en 1793, le château est envahi par les habitants du village, et saccagé.

### Époque contemporaine
À la fin du XIXe siècle, avec le recul démographique, certains espaces cultivés sont abandonnés à l’élevage ovin extensif jusqu’au milieu du XXe siècle.
La Révolution et l’Empire apportent nombre d’améliorations, dont une imposition foncière égale pour tous, et proportionnelle à la valeur des biens de chacun. Afin de la mettre en place sur des bases précises, la levée d’un cadastre est décidée. La loi de finances du 15 septembre 1807 précise ses modalités, mais sa réalisation est longue à mettre en œuvre, les fonctionnaires du cadastre traitant les communes par groupes géographiques successifs. Ce n’est qu’en 1834 que le cadastre dit napoléonien de Soleilhas est achevé.
Comme le reste de la France, la commune est durement touchée par la Première Guerre mondiale, et comme souvent, ce sont des particuliers, camarades de ceux morts au front, qui financent le monument aux morts. Ici, c’est le charretier Toussaint Clariond qui fait un don suffisant à la construction en 1922. La municipalité tarde à le construire, puisqu’il faut qu’il porte réclamation pour qu’elle achète un terrain et fasse édifier, en 1927, le monument. La tête de soldat en bronze, coiffé du casque Adrian, est réalisée par Siotti. L’inscription initiale comporte dix noms, un onzième a été ajouté sur une face latérale. En 1938, la source du Riou est captée pour alimenter en eau courante le village.

## Héraldique
| Blason de Soleilhas | Blason  | D'argent au soleil de gueules,.                  |
| Blason de Soleilhas | Détails | Le statut officiel du blason reste à déterminer. |

## Politique et administration

### Liste des maires
| Période                                  | Période                       | Identité             | Étiquette | Qualité  |
| ---------------------------------------- | ----------------------------- | -------------------- | --------- | -------- |
| Les données manquantes sont à compléter. |                               |                      |           |          |
| mai 1945                                 |                               | Edmond Bernard       |           |          |
|                                          |                               |                      |           |          |
| avant 2005                               | En cours (au 21 octobre 2014) | Gaston-Marcel Chaix, | DVG       | Retraité |

### Budget et fiscalité 2016
En 2016, le budget de la commune était constitué ainsi :
- total des produits de fonctionnement : 125 000 €, soit 1 016 € par habitant ;
- total des charges de fonctionnement : 93 000 €, soit 758 € par habitant ;
- total des ressources d’investissement : 38 000 €, soit 310 € par habitant ;
- total des emplois d’investissement : 4 000 €, soit 31 € par habitant.
- endettement : 0 €, soit 0 € par habitant.

Avec les taux de fiscalité suivants :
- taxe d’habitation : 1,03 % ;
- taxe foncière sur les propriétés bâties : 1,00 % ;
- taxe foncière sur les propriétés non bâties : 0,00 % ;
- taxe additionnelle à la taxe foncière sur les propriétés non bâties : 58,73 % ;
- cotisation foncière des entreprises : 0,00 %.

Chiffres clés Revenus et pauvreté des ménages en 2014.

### Intercommunalité
Soleilhas a fait partie, jusqu'en 2016, de la communauté de communes du Teillon ; depuis le 1er janvier 2017, elle est membre de la communauté de communes Alpes Provence Verdon - Sources de Lumière.

## Population et société

### Démographie

#### Évolution démographique
| Date                              | 1278 | 1303 | 1315 | 1471 | 1698 | 1728 | 1765 |
| Population de Verraillon          | 16   | 19   | 15   | 0    | /    | /    | /    |
| Population de Soleilhas et écarts | 60   | 64   | 68   | 8    | 70   | 113  | 111  |

L'évolution du nombre d'habitants est connue à travers les recensements de la population effectués dans la commune depuis 1765. Pour les communes de moins de 10 000 habitants, une enquête de recensement portant sur toute la population est réalisée tous les cinq ans, les populations de référence des années intermédiaires étant quant à elles estimées par interpolation ou extrapolation. Pour la commune, le premier recensement exhaustif entrant dans le cadre du nouveau dispositif a été réalisé en 2008.

En 2022, la commune comptait 91 habitants, en évolution de −17,27 % par rapport à 2016 (Alpes-de-Haute-Provence : +2,84 %, France hors Mayotte : +2,11 %).
| 1765 | 1793 | 1800 | 1806 | 1821 | 1831 | 1836 | 1841 | 1846 |
| ---- | ---- | ---- | ---- | ---- | ---- | ---- | ---- | ---- |
| 504  | 620  | 442  | 538  | 633  | 625  | 624  | 634  | 600  |

| 1851 | 1856 | 1861 | 1866 | 1872 | 1876 | 1881 | 1886 | 1891 |
| ---- | ---- | ---- | ---- | ---- | ---- | ---- | ---- | ---- |
| 591  | 622  | 571  | 546  | 500  | 507  | 483  | 416  | 373  |

| 1896 | 1901 | 1906 | 1911 | 1921 | 1926 | 1931 | 1936 | 1946 |
| ---- | ---- | ---- | ---- | ---- | ---- | ---- | ---- | ---- |
| 307  | 307  | 294  | 282  | 206  | 206  | 188  | 176  | 150  |

| 1954 | 1962 | 1968 | 1975 | 1982 | 1990 | 1999 | 2006 | 2008 |
| ---- | ---- | ---- | ---- | ---- | ---- | ---- | ---- | ---- |
| 120  | 79   | 76   | 60   | 85   | 93   | 95   | 107  | 111  |

| 2013 | 2018 | 2022 | - | - | - | - | - | - |
| ---- | ---- | ---- | - | - | - | - | - | - |
| 123  | 90   | 91   | - | - | - | - | - | - |

L’histoire démographique ancienne de Soleilhas est marquée par la grande saignée du XIVe siècle, qui détruit la communauté de Verraillon. S’ensuivit une lente croissance allant de la fin du XVe siècle aux années 1830. La population de Soleilhas marque ensuite une période d’« étale » où la population reste assez stable à un niveau élevé. Cette période, assez tardive par rapport au reste du département, dure de 1811 à 1861. L’exode rural provoque ensuite un mouvement de diminution très rapide. Soleilhas perd 50 % de sa population en 35 ans. La baisse continue jusqu’aux années 1970, et si la population a presque doublé depuis, elle reste inférieure au cinquième de son maximum démographique.

### Enseignement
Comme de nombreuses communes du département, celle de Soleilhas s’était dotée d’une école bien avant les lois Jules Ferry : en 1863, l’école installée au chef-lieu dispense une instruction primaire aux garçons. Aucune instruction n’est donnée aux filles avant 1867 : la loi Falloux (1851), qui impose l’ouverture d’une école de filles aux communes de plus de 800 habitants, ne concerne pas Soleilhas.
C’est la première loi Duruy (1867), qui abaisse ce seuil à 500 habitants, qui permet aux filles de Soleilhas d'être régulièrement scolarisées. La commune profite de la deuxième loi Duruy (1877) pour rénover son école.
L’école était placée au-dessus du four communal, dans des pièces trop petites. Dès 1880, un projet de construction plus spacieuse est imaginé, mais met une dizaine d’années à aboutir. L’école est construite en 1892, avec deux salles de classe, une pièce réservée à la mairie, et deux appartements pour les instituteurs. Il est prévu deux préaux dans la cour, avec un mur en claire-voie pour séparer filles et garçons. La construction utilise la pierre des carrières de Saint-Barnabé et du cimetière, la chaux de Saint-Auban, la tomette de Salernes.

### Santé
L'hôpital local le plus proche est à Castellane.

## Économie

### Entreprises et commerces

#### Agriculture
L’élevage ovin a pratiquement disparu, même s’il reste quelques petits troupeaux de mouton et de chèvres. L’alpage de Vauplane est encore utilisé pour la transhumance.

#### Tourisme
Une station de ski existe à Soleilhas dans la vallée de Vauplane. Il est constitué de 3 téléskis et 1 télécorde.

## Culture locale et patrimoine

### Lieux et monuments

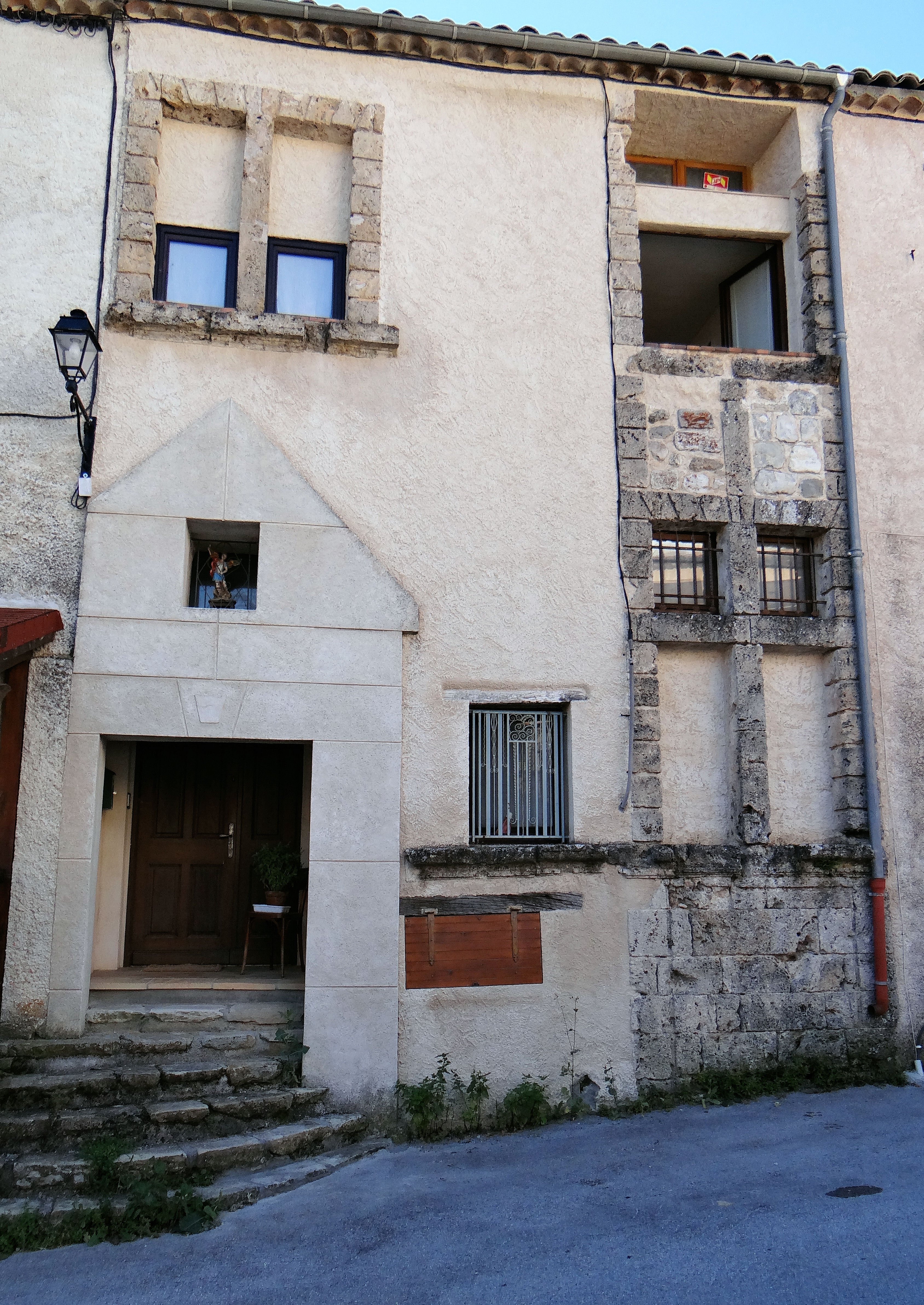
Façade du château.

#### Architecture civile
- Une borne milliaire de la fin du IIIe siècle, a été déplacée de son emplacement d'origine, sur la voie Castellane-Briançonnet (soit au col Saint-Barnabé, soit à l’oratoire Saint-Jean à Briançonnet) pour servir de piédestal à une croix. En 1995, elle a été identifiée comme milliaire et a été déplacée aux Bailes, et entourée d’une clôture[67].
- Il reste des vestiges du bourg castral Saint-Jean, légèrement au sud du col Saint-Barnabé[30], du château de l’ancien castrum de Verrailon[3]. Le site de la Moutte est marqué par une simple croix de bois[32].
- Le château, au milieu du village, dont le toit ne dépasse presque pas de celui des maisons qui l’entourent, date de 1630 selon Raymond Collier. Élisabeth Sauze, de la DRAC, a daté sa construction des années 1659 à 1662. Ses éventuelles tours ont disparu ; la façade sud, avec moulures, bossages autour des fenêtres à meneaux et des croisées, est la plus remarquable[68],[37]. La cheminée de la salle principale est encore ornée de très belles gypseries[69]. Vendu par son propriétaire à la Révolution, il a été divisé en plusieurs lots, utilisé comme bâtiment agricole, sa façade nord bouchée[37].
- Sur la route allant vers Demandolx, se trouve un moulin de la deuxième moitié du XVIIIe siècle, ou du début du XIXe siècle, qui fonctionna alimenté par la source du Riou jusqu’aux années 1920. Au XIXe siècle, la source du Riou est canalisée pour alimenter un réservoir cylindrique qui permettait ainsi de fonctionner en période d’étiage[70],[50]. Il s’agit d’un moulin à roue horizontale (et axe vertical), dont toutes les pales sont monoxyles. Toutes ses machines, presque entièrement réalisées en bois chevillé, sont conservées en bon état[50]. La porte d’une maison du village est ornée d’un soleil, identique à celui figurant sur les armoiries de la commune[71].
- La commune s’est équipée de quatre fontaines-lavoirs au XIXe siècle[72]. L’une d’elles est ornée d’une statue. Le four communal est surmonté d’un étage, où l’école communale a été accueillie dans les années 1880[5].

#### Art religieux

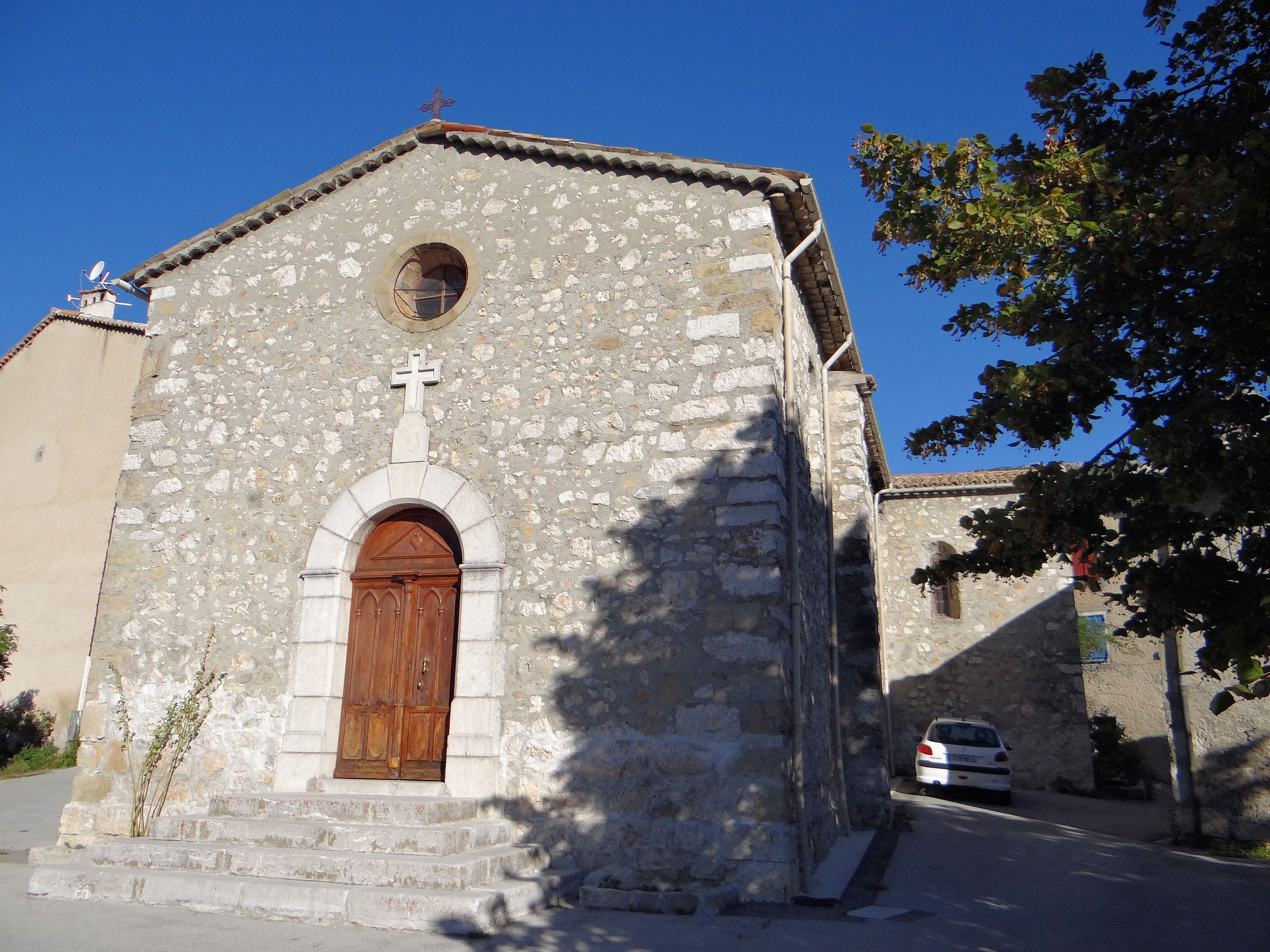
Église du village.

- L'église paroissiale. Le saint patron de la paroisse est saint Barnabé[73]. Le mobilier de l’église paroissiale comprend un tableau représentant saint Pierre, venant de la chapelle Saint-Pierre de Verraillon[74].
- Chapelles :
  - La chapelle Saint-Pierre au-dessus des Coulettes, romane, de la fin du XIIe et du début du XIIIe siècle selon Raymond Collier et la DRAC, construite au bord d’un ravin, a été restaurée récemment. Grossièrement carrée, d’environ 60 m2, elle est divisée en deux travées voûtées en berceau ; l’abside est voûtée en cul-de-four. Elle est actuellement habitée, et la DRAC affirme que le vocable de la chapelle est inconnu[75],[76].
  - La chapelle Notre-Dame-du-Plan (XIIIe siècle), est l’ancienne église paroissiale et située au cimetière. Il est possible qu’elle ait été construite comme simple chapelle de cimetière, puis élevée comme église paroissiale. Des éléments peuvent dater du Moyen Âge, d’autres sont attribués aux XVIe et XVIIe siècles. La nef, de trois travées, est voûtée en plein cintre, construite en moellons (l’abside est parementée de moellons réguliers), elle est dotée d’un clocher-mur[34].
  - La chapelle Saint-Pierre, ancienne église paroissiale du village de Verraillon, date du XIIe siècle ou du XIIIe siècle. La nef, de deux travées, est trapézoïdale, et mesure dix mètres de long ; elle débouche dans une abside semi-circulaire. Le sol est dallé, mais le rocher sur lequel est bâtie la chapelle affleure jusqu’au sol. La chapelle est surmontée d’un clocher-mur. Elle a dû être renforcée de tirants métalliques[74].
  - La chapelle Saint-Barnabé (proche du col de Saint-Barnabé), avec inscription du Ier siècle : romane (construite au XIIIe siècle), elle faisait l’objet d’un pèlerinage[77],[73]. Elle a été restaurée au XXe siècle (le toit a été refait et un drain a été creusé au nord), et des tirants ajoutés, dont un en bois. L’abside voûtée en cul-de-four est recouverte d’un badigeon bleu orné d’un semis d’étoiles[73]. Sa pierre d’autel est décrite comme monolithique, pèse près d’une demi-tonne et a appartenu à un tombeau du Ier siècle, ou deux hommes sont enterrés[7],[73] ;
- Douze oratoires du XIXe siècle sont situés sur la commune[78], l’oratoire du col de Saint-Barnabé, édifié en pierre calcaire, date de 1783[79].

#### Autres lieux de mémoire
- Village de Verraillon (ruines).
- Monument aux morts[80].